# سعید امیرسلیمانی
سعید امیرسلیمانی (زادهٔ ۱۷ آبان ۱۳۲۱) بازیگر، کارگردان و تهیه‌کننده اهل ایران است.

## زندگی
سعید امیرسلیمانی زاده سنگلج و بزرگ شده شمیران است. پدرش علاقه‌مند به هنر بود و با موسیقی‌دانان نامدار زمان خود دوستی و مراوده داشت؛ کسانی همچون ابوالحسن خان صبا، مرضیه و غلامحسین بنان که مهمانان گاه و بی‌گاه خانه پدری امیرسلیمانی در شمیران بودند. پرورش در چنین محیطی او را از کودکی به هنر علاقه‌مند ساخت، به طوری که در دوران مدرسه نمایش‌هایی می‌ساخت و نمایش‌هایی را که به همراه پدر و مادرش دیده بود با دوستانش دوباره اجرا می‌کردند.
فعالیت حرفه‌ای او از هجده سالگی و با ورود به تئاتر آناهیتا که سرپرستان آن مهین و مصطفی اسکویی بودند، آغاز شد. او در آنجا با محمود دولت‌آبادی، محسن یلفانی، یدالله شیراندامی و مهدی فتحی هم‌بازی بود. پس از طی دوره یکساله گروه آناهیتا، امیرسلیمانی توانست نقشی جانبی در نمایش اتللو نوشته شکسپیر به دست آورد که مورد توجه مهین اسکویی واقع شد و یک سال بعد وقتی اسکویی نمایش اینس مندو (Inès Mendo) از پروسپر مریمه را به صحنه می‌برد، نقش‌های اصلی را به او و محمود دولت‌آبادی داد. مدتی بعد در نمایش غار سالامانگ نوشته میگل د سروانتس که به کارگردانی مهین اسکویی برای نمایش زنده در تلویزیون ملی ایران تهیه شد، نقش اول را به عهده داشت.
امیرسلیمانی پس از چندی فعالیت در گروه آناهیتا، به پیشنهاد محمود دولت‌آبادی به استخدام اداره تئاتر درآمد. در آنجا ابتدا با رکن‌الدین خسروی و پس از او با خلیل موحد دیلمقانی همکاری داشت. مدتی بعد به همراه جمشید مشایخی، جعفر والی، شیراندامی، ایرج امامی و آزیتا لاچینی گروهی تشکیل دادند که تا پیش از وقوع انقلاب اسلامی فعال بود.
علی حاتمی در طول دوران فعالیت حرفه‌ای خود ارتباط نزدیکی با سعید امیرسلیمانی داشت. دوستی مشترک او و علی حاتمی و جمشید مشایخی به همکاری طولانی مدتی انجامید که حاصل آن آثاری همچون مجموعه‌های تلویزیونی داستان‌های مولوی (۱۳۵۲)، سلطان صاحبقران (۱۳۵۴)، هزاردستان (۱۳۵۸) و فیلم‌های سوته‌دلان (۱۳۵۶)، کمال‌الملک (۱۳۶۲) و دلشدگان (۱۳۷۰) است. او در هر قسمت از مجموعه تلویزیونی سلطان صاحبقران نقش متفاوتی به عهده داشت و گاهی در یک قسمت در دو یا سه نقش ظاهر می‌شد.
پس از انقلاب اسلامی، امیرسلیمانی فعالیت‌های تئاتری خود را با نویسندگی و کارگردانی نمایش پرستوها (۱۳۶۱) و سپس‌تر اجرای نمایش نهار لعنتی یا مون به به (۱۳۶۷) اثر موریس انه‌کی – نمایش‌نامه نویس بلژیکی قرن نوزدهم – ادامه داد. ناهار لعنتی در سالن اصلی تئاتر شهر به اجرا گذاشته شد و با فروش پانصد هزار تومان رکورددار فروش نمایش تا آن تاریخ گشت. او در سال ۱۳۶۹ فیلم چون ابر در بهاران را ساخت که علاوه بر کارگردانی، نویسندگی و تهیه‌کنندگی آن را نیز خودش بر عهده داشت. این فیلم به موشک باران تهران و ویرانی‌های روحی و جسمی آن می‌پردازد و از فیلم‌های موفق سینمای جنگ ایران محسوب می‌شود، هرچند به دلیل اکران در زمانی نامناسب نتوانست بینندگان زیادی پیدا کند.
امیرسلیمانی در سال ۱۳۷۳ از اداره تئاتر بازنشسته شد. او تا سال ۱۳۸۰ به‌طور پیوسته در سینما، تلویزیون و تئاتر فعالیت داشت. در سال ۱۳۷۹ به همراه الهام پاوه نژاد، پرستو گلستانی و بهروز بقایی در نمایش شب سیزدهم به نویسندگی و کارگردانی حمید امجد شرکت داشت که با اقبال عمومی رو به رو شد. پس از آن برای مدتی از کار حرفه‌ای کناره گرفت. او چند سال در دوبی اقامت داشت، تا آنکه با دعوت محمدرضا ورزی برای بازی در مجموعه تلویزیونی معمای شاه به ایران برگشت و فعالیت هنری خود را از سر گرفت.

## خانواده
وی نوه مهدی‌قلی‌خان مجدالدوله و پدر سپند امیرسلیمانی و کمند امیرسلیمانی بازیگران سینما و تلویزیون است. او همچنین با غلامحسین بنان نسبت خانوادگی دارد.

## فیلم‌شناسی

### سینما
- خجالت نکش۲:جدایی قنبر از صنم (۱۴۰۳)
- ورود و خروج ممنوع (۱۴۰۲)
- کوکتل مولوتوف (فیلم ۱۴۰۲) (۱۴۰۲)
- لب خط (۱۳۹۹)
- هزارپا (۱۳۹۶)
- سوفی و دیوانه (۱۳۹۵)
- آشوب (۱۳۹۴)
- فوتبالیست‌ها (۱۳۷۹)
- جنگجوی پیروز (۱۳۷۷)
- کمیته مجازات (۱۳۷۷)
- مهریه بی‌بی (۱۳۷۳)
- لبه تیغ (۱۳۷۱)
- آبادانی‌ها (۱۳۷۱)
- دلشدگان (۱۳۷۰)
- دندان طلا (۱۳۷۰)
- ناصرالدین‌شاه آکتور سینما (۱۳۷۰)
- چون ابر در بهاران (۱۳۶۹، کارگردان نویسنده و تهیه‌کننده)
- روز باشکوه (۱۳۶۷)
- جمیل (۱۳۶۶)
- کفش‌های میرزا نوروز (۱۳۶۴)
- مردی که موش شد (۱۳۶۴)
- جنجال بزرگ (۱۳۶۳)
- دادشاه (۱۳۶۲)
- خط قرمز (۱۳۶۰)
- گفت هرسه نفرشان (۱۳۵۹)
- سوته‌دلان (۱۳۵۶)
- صدای صحرا (۱۳۵۴)
- آب (۱۳۵۳)
- آب‌نبات چوبی (۱۳۵۱)

### تلویزیونی
| عنوان مجموعه       | کارگردان                     | توضیحات                                    |
| ------------------ | ---------------------------- | ------------------------------------------ |
| کلبه عمو پورنگ     | احمد درویشعلی پور            | شبکه دو                                    |
| با خانمان          | برزو نیک نژاد                | شبکه سه                                    |
| ملکاوان            | احمد معظمی                   | شبکه آی فیلم - ۳۰ قسمت                     |
| دوقلوها            | جمشید ترک نژاد               | شبکه دو - ۸۰ قسمت                          |
| خانواده دکتر ماهان | علی‌محمد قاسمی                | شبکه دو - ۲۰ قسمت                          |
| معمای شاه          | محمدرضا ورزی                 | شبکه ۱–۹۵ قسمت - در نقش اسدالله علم (پیری) |
| تبریز در مه        | محمدرضا ورزی                 | شبکه ۱–۲۸ قسمت                             |
| پدرخوانده          | محمدرضا ورزی                 | شبکه ۱–۱۴ قسمت                             |
| شبی از شب‌ها        | رضا کریمی                    | شبکه ۳–۲۶ قسمت                             |
| فرار بزرگ          | محمدحسین لطیفی               | شبکه ۳–۱۵ قسمت - پخش در دهه فجر            |
| دیوانه در شهر      | غلامرضا رمضانی               | شبکه ۲ - پخش نوروز ۸۲                      |
| فرمان              | مسعود رشیدی                  | شبکه ۲–۱۵ قسمت                             |
| رستوران خانوادگی   | حسین سهیلی زاده              | شبکه تهران - بازیگر مهمان                  |
| تازه چه خبر همسایه | امیر سماواتی - بهروز بقایی   | شبکه ۲–۶۰ قسمت                             |
| جوان امروز         | یوسف سیدمهدوی                | شبکه ۳–۲۶ قسمت                             |
| بگذار آفتاب برآید  | حسین مختاری                  | شبکه ۳–۲۶ قسمت                             |
| عروسی ۷۷           | مهرداد پوراحمد               | شبکه ۱ - پخش نوروز ۷۷                      |
| پسری به نام قدرت   |                              | گروه کودک و نوجوان                         |
| جدال بی‌حاصل        | مسعود رشیدی                  | شبکه ۱                                     |
| ماجراهای آقا جمال  | حمید اکرمی                   | برنامه سیمای خانواده                       |
| خانه عشق           | مسعود فروتن                  |                                            |
| دبیرستان خضراء     | اکبر خواجویی                 | شبکه ۲–۲۶ قسمت                             |
| جهان وارونه        | بهمن زرین‌پور                 | شبکه ۱ - پخش نوروز ۷۵                      |
| عیاران             | کاظم بلوچی                   | شبکه ۲–۱۳ قسمت                             |
| یک داستان          | محمد رحمانیان                | شبکه ۲                                     |
| خورشید بر خاک      | حسین مختاری                  | شبکه ۲                                     |
| چراغ خانه          | منوچهر پوراحمد               | شبکه ۱–۱۳ قسمت                             |
| آخرین گام          | حسین فردرو                   | شبکه ۱                                     |
| بهار، بهار         | کامبیز صمیمی‌مفخم - محمد مطیع | نوروز ۱۳۶۶                                 |
| مدرس               | هوشنگ توکلی                  | شبکه ۱–۱۵ قسمت                             |
| مخمصه              | فرهاد مجدآبادی               | شبکه ۱ - پخش نوروز ۶۳                      |
| شاه‌دزد             | احمد نجیب‌زاده                | شبکه ۱–۴ قسمت                              |
| هزاردستان          | علی حاتمی                    | شبکه ۱–۱۵ قسمت                             |
| سلطان صاحبقران     | علی حاتمی                    | تلویزیون ملی ایران                         |
| گذر خلیل ده‌مرده    | محمود استادمحمد              | تلویزیون ملی ایران - ۱۳ قسمت               |
| داستان‌های مولوی    | علی حاتمی                    | تلویزیون ملی ایران - ۶ قسمت - پخش نوروز ۶۳ |

### نمایش خانگی
- خجالت نکش (۱۴۰۴)
- لالایی (۱۴۰۳)
- ساخت ایران ۳ (۱۴۰۰)
- هشتگ خاله سوسکه (۱۳۹۷)
- قهوه تلخ (۱۳۸۹)

### تئاتر
- فراموش‌نامه (۱۳۹۵) (کارگردان و بازیگر)[۷]
- نهار لعنتی (۱۳۶۷) (کارگردان)
- پایان آغاز (۱۳۶۵) (کارگردان و بازیگر)[۸]
- پرستوها (۱۳۶۱) (نویسنده، کارگردان و بازیگر)[۹]
- سایه سی‌مرغ[۷]

## جشنواره‌ها
- کاندیدای بهترین بازیگر نقش دوم مرد برای فیلم آبادانی‌ها در یازدهمین دوره جشنواره فیلم فجر - ۱۳۷۱